# Myrlummermossa
Myrlummermossa (Barbilophozia kunzeana) är en bladmossart som först beskrevs av Huebener, och fick sitt nu gällande namn av Karl Müller. Enligt Catalogue of Life ingår Myrlummermossa i släktet lummermossor och familjen Anastrophyllaceae, men enligt Dyntaxa är tillhörigheten istället släktet lummermossor och familjen Lophoziaceae. Arten är reproducerande i Sverige. Inga underarter finns listade i Catalogue of Life.